# Shelby GT 350
La Shelby GT 350 est une automobile Ford Mustang modifiée par Carroll Shelby.
En 1964, Ford connait un succès sans précédent avec sa nouvelle Ford Mustang, mais très vite, Ford se rend compte qu'ils ont besoin d'ajouter un modèle plus sportif à la gamme existante, principalement pour courir en championnat américain du SCCA en catégorie « B production », car à l'époque, « gagner des courses le dimanche c'est vendre des autos le lundi ».
Et c'est tout naturellement qu'ils se tournent vers Carroll Shelby, partenaire vainqueur de bien des courses avec ses Cobra motorisées par Ford.
Ainsi les premiers exemplaires prototypes sont fabriqués en décembre 1964 par Shelby American, la société de Carroll Shelby.
Ces GT350 sont basées sur des Ford Mustang "Hipo" ou encore code K, avec le V8 289 ci à poussoirs mécaniques qui développe 271 ch. Shelby, en ajoutant une pipe d'admission et un carburateur 715CFM Holley, ainsi qu'une ligne d'échappement très libérée avec des collecteurs spécifiques, annonce une puissance de 306 ch.
Shelby modifie le train avant, ajoute une boîte de vitesses Borg Warner T10 en aluminium à rapport rapprochés, un différentiel auto-bloquant "Detroit Locker", enlève la banquette arrière pour y installer la roue de secours et un capot en fibre de verre avec prise d'air fonctionnelle. Il ajoute un volant en bois, un compte-tours avec un manomètre de pression d'huile sur le tableau de bord et des ceintures ventrales "Ray Brown". Une seule couleur est disponible, le blanc et des bandes "LeMans" bleues sont en option. La deuxième et dernière option en 1965 sont les jantes Cragar développées sur demande pour Shelby.
Deux versions ont été développés dès le début : les "R" pour Racing et les "S" pour Street, pour un total de 562 exemplaires en 1965. Ce sont les plus rares et les plus recherchées.
Dès 1966, Ford, à l'écoute de ses clients, veut faire évoluer la GT350. Les premiers exemplaires de 1965, très typés course, bruyants, sans direction assistée, et livrés en blanc uniquement ont forcément un potentiel de vente limité. En 1966, pour y remédier, plusieurs couleurs sont disponibles (avec ou sans les bandes "LeMans"). On peut avoir une boîte automatique, il n y a plus d'échappements latéraux, c'est une quatre places, des petites vitres sont ajoutées sur les montants d'aile arrière, ainsi que des prises d'air fonctionnelles pour le refroidissement des freins arrière. Ces deux dernières modifications étant destinées à bien accentuer la différence entre une Shelby et une Mustang normale.
L'autobloquant "Detroit Locker" passe en option, la roue de secours reste dans le coffre, on peut avoir la climatisation, la radio, la direction assistée, ainsi qu'un compresseur Paxton, qui passait la puissance à 400 ch. Très chère, cette option donne aujourd'hui un attrait tout particulier à ces rares autos qui en ont été pourvues à l'époque.
Le V8 reste le 289 ci Hipo et annonce toujours 306 ch.
En 1966, Hertz propose à ses clients des véhicules sportifs en location, il commande à Shelby 1000 GT350 aux couleurs spécifiques de Hertz, la majorité en noir à bandes dorées, mais il y a eu également quelques blanches, bleues et rouges. À la fin, la production passe à 2 380 exemplaires.
En 1967, les Shelby GT350 sont basées sur la nouvelle caisse de la Mustang, plus large, plus longue, et s'éloigne de plus en plus du concept de base de 1965. Elle est plus luxueuse et s'inscrit bien dans cette époque du "toujours plus". C'est cette année qu'apparait la GT500 avec un plus gros V8 de 428 ci.
Pour encore plus la distinguer de la Mustang, la GT350 bénéficie d'une face avant spécifique et de phares arrière de Mercury Cougar intégrant des clignotants en séquentiel. Il y a également de nouvelles prises d'air à la place des petites glaces arrière des Shelby de 1966, qui ne sont pas sans rappeler celles des GT40.
Shelby American fabrique en 1967 1 175 GT350. C'est la dernière année d'existence du moteur 289 ci Hipo de 4,7 litres.
En 1968 apparaît une nouvelle modification du design avec une nouvelle face avant avec les prises d'air du capot situées plus en avant que sur la version de l'année précédente, et surtout, un nouveau V8 de 302 ci d'une puissance de 250 ch. La production ne se fait plus par Shelby American, mais par Ford directement. Apparition de la GT500KR, et pour la première année, la GT350 est disponible en cabriolet. La production des GT350 en 1968 est de 1 657 exemplaires.
En 1969 et 1970, c'est le début de la fin de ce type de voitures aux États-Unis. Les versions de 1970 sont des versions de 1969 restylées pour l'occasion. Elles deviennent encore plus lourdes, car le V8 n'est plus un 302 ci, mais un 351 ci de 290 ch. Elles sont produites en cabriolet et en hardtop pour un total de 1 129 exemplaires.

## Galerie

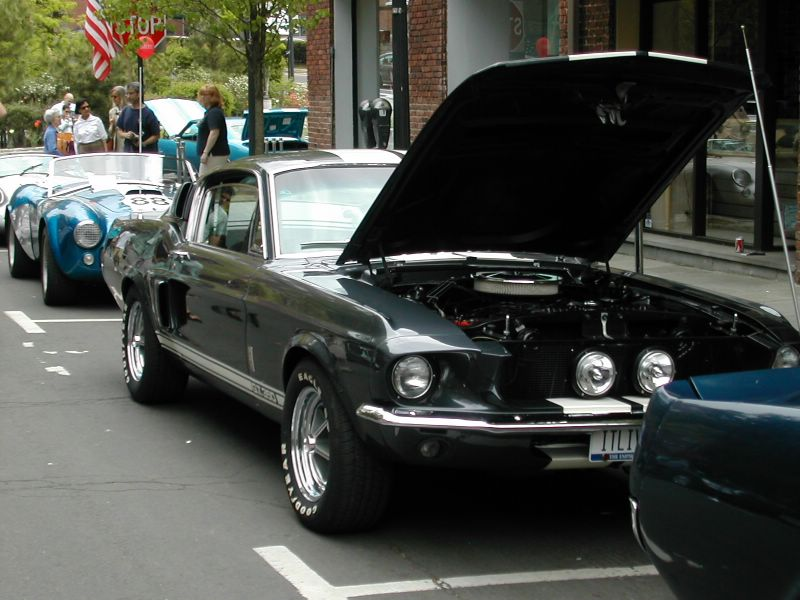
Une GT 350.
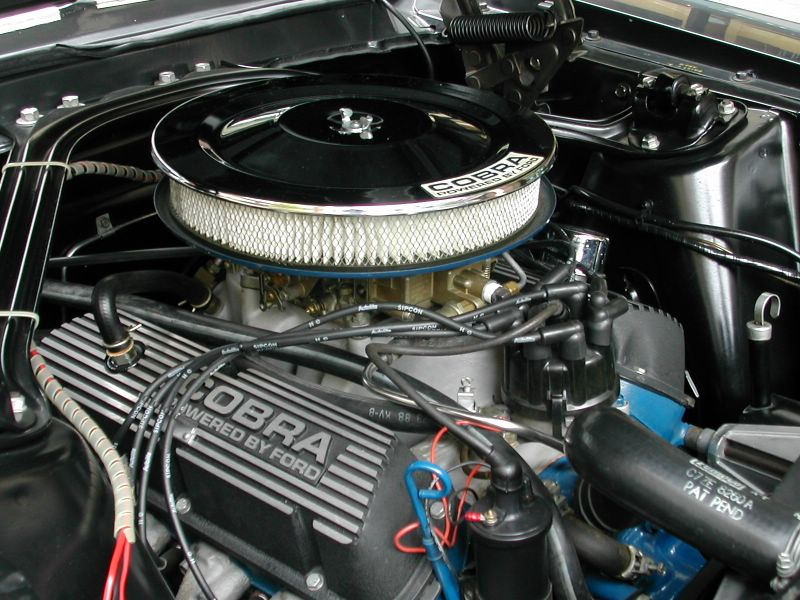
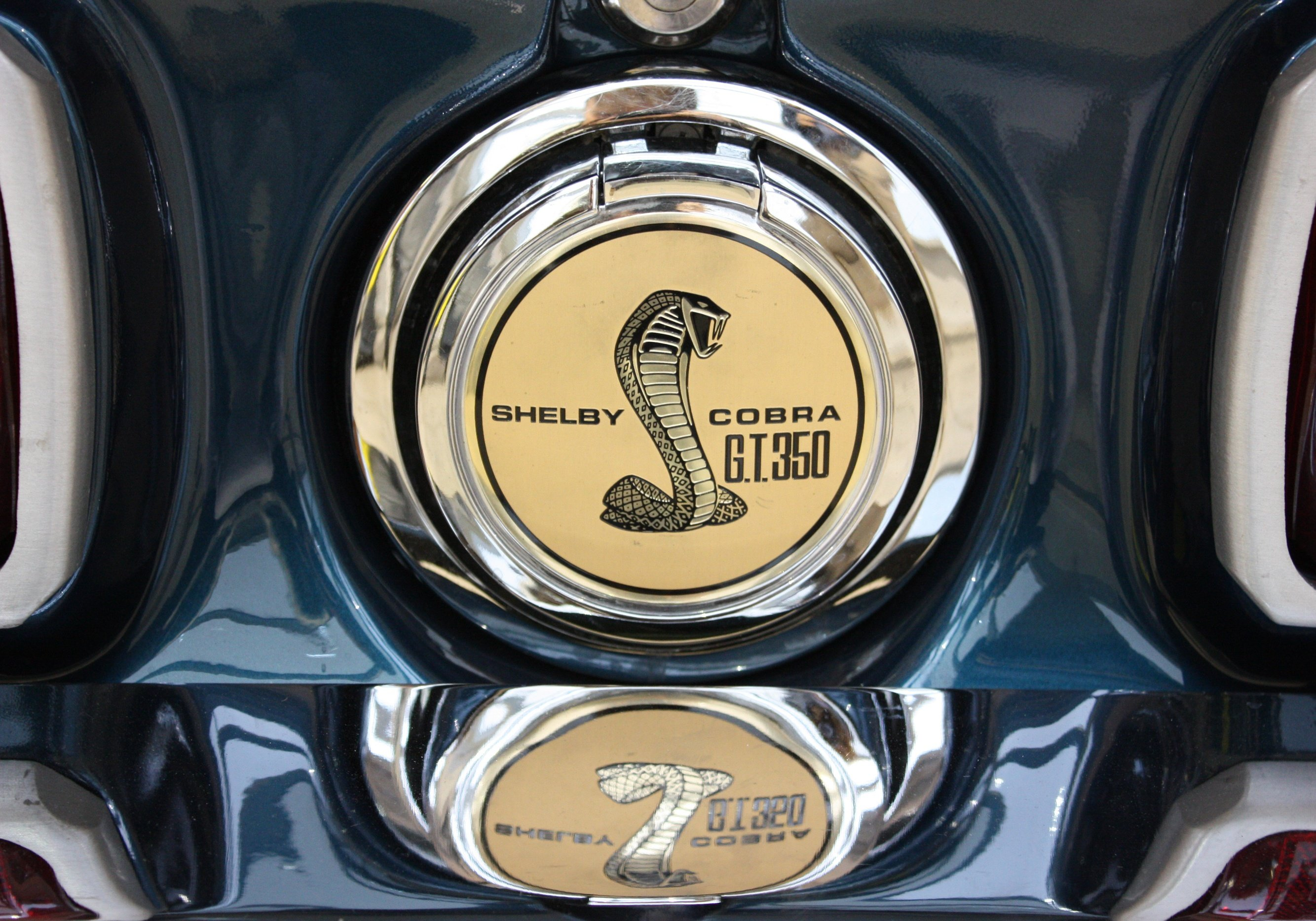
Le logo au cobra de Shelby.